# 西村入道
西村 入道（にしむら にゅうどう、1951年7月26日 - ）は、日本の歌手。高知県出身。通称、入道。

## 経歴
1973年同志社大学在学中、“ブルースハウス・ブルースバンド”のシンガー兼ハーモニカプレーヤーとして関西ブラックミュージックシーンに登場する。 1978年“ダウンホーマーズ”に参加し、レコードデビュー。
ライブやスタジオワーク、セッションリーダーとして幅広く活躍。
1987年からヴォーカルトレーナー（プロや素人への歌の指導）を行っている。
1995年に目黒教室を開設。

## ディスコグラフィー
1. オープン・ザ・ドア(2003/5/21)
2. ブルース・ハープ・ディガーズ~ハーモニカ侍(2007/7/6)

## 声優
- 天外魔境 第四の黙示録（ボブ役）

## CM
- ラ王・日清カップヌードル（声のみ）